# Theme Music from "The James Dean Story"
| Recensione | Giudizio |
| ---------- | -------- |
| AllMusic   |          |

Theme Music from The James Dean Story è un album a nome Chet Baker & Bud Shank, pubblicato dall'etichetta discografica World Pacific Records nel settembre del 1957 .
L'album fu la colonna sonora del film-documentario La storia di James Dean.

## Tracce

### LP
Lato A (ST-692)
Musiche di Leith Stevens.
1. Jimmy's Theme – 2:49
2. The Search – 4:44
3. Lost Love – 3:35
4. People – 3:32
5. The Movie Star – 3:32

Lato B (ST-693)
Musiche di Leith Stevens, eccetto dove indicato.
1. Fairmont, Indiana – 4:30
2. Rebel at Work – 3:41
3. Success and Then What? – 3:53
4. Let Me Be Loved – 4:08 (musica: Jay Livingston, Ray Evans)
5. Hollywood – 5:02

### CD
Edizione CD del 2000, pubblicato dalla Pacific Jazz Records (0777 7 95251 2 6)
Musiche di Leith Stevens, eccetto dove indicato.
1. Jimmy's Theme – 2:50
2. The Search – 4:43
3. Lost Love – 3:36
4. People – 3:32
5. The Movie Star – 3:33
6. Fairmont, Indiana – 4:31
7. Rebel at Work – 3:41
8. Success and Then What? – 3:56
9. Let Me Be Loved – 4:08 (Jay Livingston, Ray Evans)
10. Hollywood – 5:03
11. Let Me Be Loved (Vocal Version) – 2:13 (Jay Livingston, Ray Evans) – Traccia bonus

## Musicisti
Jimmy's Theme / The Search / People / The Movie Star / Fairmont, Indiana / Success and Then What? / Let Me Be Loved (+ vocal version) / Hollywood
- Chet Baker – tromba
- Chet Baker – voce (brano: Let Me Be Loved (Vocal Version))
- Bud Shank – sassofono alto, flauto
- Don Fagerquist – tromba
- Ray Linn – tromba
- Milt Bernhart – trombone
- Charlie Mariano – sassofono tenore
- Herbie Stewart – sassofono tenore
- Bill Holman – sassofono tenore
- Richie Kamuca – sassofono tenore
- Pepper Adams – sassofono baritono
- Claude Williamson – pianoforte
- Monte Budwig – contrabbasso
- Mel Lewis – batteria
- Mike Pacheco – bongos
- Johnny Mandel – arrangiamenti (brani: Jimmy's Theme, The Search e Success and Then What?)
- Bill Holman – arrangiamenti (brani: People, The Movie Star, Fairmont, Indiana, Let Me Be Loved e Hollywood)

Lost Love
- Chet Baker – tromba
- Bud Shank – sassofono alto, flauto
- Claude Williamson – pianoforte
- Monte Budwig – contrabbasso
- Mel Lewis – batteria
- Bill Holman – arrangiamento

Rebel at Work
- Chet Baker – tromba
- Bill Holman – sassofono tenore (solista)
- Claude Williamson – pianoforte
- Monte Budwig – contrabbasso
- Mel Lewis – batteria [3]
- Bill Holman – arrangiamento

Note aggiuntive
- Richard Bock e Woody Woodward – produttori
- Johnny Mandel e Bill Holman – arrangiamenti e conduttori orchestra
- Roy Schatt e Dennis Stock – foto copertina album originale